# Heteropsis
Heteropsis Kunth – rodzaj wieloletnich, wiecznie zielonych, pnących hemiepifitów z rodziny obrazkowatych, obejmujący 17 gatunków, występujących w wilgotnych lasach równikowych tropikalnej Ameryki, od Kostaryki i Nikaragui do Boliwii i południowej Brazylii. Nazwa rodzaju pochodzi od greckich słów έτερος ('eteros – różny) i όψης (opsis – twarz) i odnosi się do odmienności tego rodzaju od innych przedstawicieli rodziny, polegającej na przyrośnięciu pochew liściowych do międzywęźli u większości gatunków.
W przeszłości rodzaj ten posiadał homonim w taksonomii zoologicznej: Heteropsis Westwood – rodzaj motyli z podrodziny oczennicowatych.

## Morfologia
ŁodygaŁodyga pnąca pozbawiona trichosklereidów, u niektórych gatunków wyrasta z niej wiele włóknistych korzeni powietrznych.
LiścieRośliny tworzą wiele liści właściwych na kolankowatych i wklęsłych ogonkach, tworzących u większości gatunków długą pochwę przyrośniętą do międzywęźli łodygi, odstających od łodygi na bardzo krótkim odcinku (u H. melinonii ogonek liściowy jest wolny i wraz z pochwą odstaje od łodygi). Blaszki liściowe podłużno, eliptyczne lub lancetowate, kończykowate, skórzaste. Nerwacja pierwszorzędowa pierzasta, zbiegająca do żyłki marginalnej. Użyłkowanie drugorzędowe równolegle do pierwszorzędowego, dalsze siatkowate.
KwiatyRośliny tworzą pojedynczy kwiatostan typu kolbiastego pseudancjum na bardzo krótkim pędzie kwiatostanowym wyrastającym z wierzchołka łodygi, otoczonym kilkoma katafilami. Pochwa kwiatostanu jajowato-eliptyczna do podłużno-jajowatej, spiczasta, zwinięta, otwierająca się w okresie kwitnienia, szybko odpadająca. Kolba zwykle osadzona na szypule, wzniesiona, wolna, krótsza od pochwy, cylindryczna lub elipsowata, pokryta obupłciowymi kwiatami pozbawionymi okwiatu (jedynie w dolnym odcinku kolby może pojawić się kilka kwiatów żeńskich. Kwiaty obupłciowe zbudowane z 4 lub mniej wolnych pręcików i pojedynczej zalążni. Pręciki o krótkich, spłaszczonych nitkach i jajowato-eliptycznych pylnikach, otwierających się przez szczytową szczelinę. Zalążnia odwrotnie piramidalno-pryzmatyczna, ścięta, 2-komorowa, o nie w pełni zrośniętych przegrodach, zawierająca w każdej komorze 2 anatropowe zalążki, powstających z osiowo-bazalnego łożyska. Szyjka słupka szersza od zalążni, zakończona bardzo małym znamieniem.
OwocePomarańczowe lub zielonkawo-białe jagody z brązowym wierzchołkiem, odwrotnie jajowate do piramidalnych, mniej więcej pryzmatyczne, z wyraźną pozostałością słupka, zawierające od 1 do 4 nasion. Nasiona jajowate do eliptycznych, o cienkiej, gładkiej, lśniącej i czarnej łupinie. Bielmo nieobecne.
GenetykaLiczba chromosomów 2n = 28.

## Systematyka
Pozycja rodzaju według Angiosperm Phylogeny Website (aktualizowany system APG IV z 2016)Należy do monotypowego plemienia Heteropsideae, podrodziny Monsteroideae, rodziny obrazkowatych (Araceae), rzędu żabieńcowców (Alismatales) w kladzie jednoliściennych (ang. monocots).
Gatunki
| - Heteropsis boliviana Rusby - Heteropsis croatii M.L.Soares - Heteropsis duckeana M.L.Soares - Heteropsis ecuadorensis Sodiro - Heteropsis flexuosa (Kunth) G.S.Bunting - Heteropsis linearis A.C.Sm. - Heteropsis longispathacea Engl. - Heteropsis macrophylla A.C.Sm. - Heteropsis melinonii (Engl.) A.M.E.Jonker & Jonker | - Heteropsis oblongifolia Kunth - Heteropsis peruviana K.Krause. - Heteropsis rigidifolia Engl. - Heteropsis robusta (G.S.Bunting) M.L.Soares - Heteropsis salicifolia Kunth - Heteropsis spruceana Schott - Heteropsis steyermarkii G.S.Bunting - Heteropsis tenuispadix G.S.Bunting |

## Zastosowania
Włókniste korzenie powietrzne roślin z gatunków H. flexuosa i H. spruceana ("titica") stosowane są w Ameryce Południowej jako powrozy do wiązania elementów budowy domów, a także w produkcji mebli i koszy.